# 同溫層巨人
同溫層巨人（Stratosphere Giant）是加州紅木，目前已知第四高仍然生存的樹木（目前世界上现存最高树木是亥伯龙树）。在2006年亥伯龙树被發現以前，它曾經被認為是世界上最高的存活樹木。2002年時，它高112.6米（三百七十英呎，約等於三十層樓），底部直徑約七米，約生長了1,600年。2010年的測量結果為113.11米（371.1英呎），顯示該樹仍在持續向上生長中。
同溫層巨人是生長於美國加州杭波特紅木公園（Humboldt State Park）的加州紅木（California Redwood, Sequoia sempervirens）。但為了保護它免受參觀人士的破壞，它的實際位置並沒有公開。）根據推算，任何樹木的理論高度極限為122至130米。在這高度以上的樹木便會因為重力及摩擦問題影響水分流到樹頂。
1991年前，最高樹木紀錄屬同一公園內的另一棵加州紅木「戴惠巨人（Dyerville Giant）」所有。戴惠巨人倒下時高113.4米，樹幹容量為807立方米，底部直徑達5.06米，相信在倒下前可能已生存了二千五百年。

## 參看
- 加州紅木
- 戴惠巨人
- 世界之最